# Grzegorz Wrochna
Grzegorz Jacek Wrochna (ur. 13 marca 1962 w Radomiu) – polski fizyk, profesor nauk fizycznych. W latach 2011−2015 dyrektor Narodowego Centrum Badań Jądrowych, w latach 2019–2021 podsekretarz stanu w Ministerstwie Nauki i Szkolnictwa Wyższego, w latach 2021–2025 prezes Polskiej Agencji Kosmicznej.

## Życiorys
Jest absolwentem radomskiego VI LO im. Jana Kochanowskiego. W latach 1981–1986 studiował fizykę na Uniwersytecie Warszawskim. Od 1986 pracował jako asystent w Instytucie Fizyki Doświadczalnej UW. W 1991 obronił pracę doktorską wykonaną pod kierunkiem profesora Andrzeja Kajetana Wróblewskiego. W latach 1991–1998 pracował w Europejskim Laboratorium Cząstek Elementarnych CERN w Genewie. W roku 1998 uzyskał stopień doktora habilitowanego nadany przez Radę Wydziału Fizyki Uniwersytetu Warszawskiego. 
W latach 1999–2006 był zatrudniony na stanowisku docenta Instytutu Problemów Jądrowych (IPJ). Kontynuował prace nad eksperymentem CMS oraz zaproponował i rozpoczął własny eksperyment astrofizyczny Pi of the Sky. 30 października 2006 odebrał nominację na stanowisko Dyrektora IPJ. 
W 2009 otrzymał tytuł profesora nauk fizycznych. Do 25 października 2015 przewodził tworzeniu Narodowego Centrum Badań Jądrowych w Świerku.
W 2006 został członkiem Zespołu Roboczego ds. Kategoryzacji Instytutów Fizyki Ministerstwa Nauki i Szkolnictwa Wyższego (MNiSW), członkiem Komisji Fizyki Jądrowej Rady Atomistyki a także Państwowej Agencji Atomistyki (PAA). Obecnie jest profesorem zwyczajnym w Zakładzie Fizyki Wielkich Energii (BP3) i Pełnomocnikiem Dyrektora NCBJ ds. Współpracy Międzynarodowej. 
Profesor Wrochna zasiadał w Międzywydziałowym Zespole Eksperckim ds. Gospodarki Energetycznej PAN, w Komitecie Problemów Energetyki PAN, w Radzie Naukowej Środowiskowego Laboratorium Ciężkich Jonów Uniwersytetu Warszawskiego, w Radzie Naukowej Instytutu Fizyki Plazmy i Laserowej Mikrosyntezy, w Radzie ds. Polityki Innowacji przy Prezydencie m. st. Warszawy oraz Radzie Nadzorczej PGE EJ1.
Od 2018 r. jest członkiem Rady Zarządzającej Wspólnotowego Centrum Badawczego.
16 grudnia 2019 został powołany na stanowisko podsekretarz stanu w Ministerstwie Nauki i Szkolnictwa Wyższego. 1 stycznia 2021 odszedł z rządu. 18 lutego tego samego roku został powołany na stanowisko prezesa Polskiej Agencji Kosmicznej. 11 marca 2025 został odwołany z tego stanowiska.
Został laureatem plebiscytu KGHM „Ambasador Polski 2021” w kategorii Nauka.

## Życie prywatne
Ma czworo dzieci z żoną Małgorzatą, lekarką i malarką, zmarłą w 2018 r.
Obecnie żonaty z Beatą Stępień-Wrochną.

## Osiągnięcia naukowe
Ma znaczący wkład we współpracę polskich uczonych z wieloma ośrodkami na świecie zajmujących się badaniami cząstek elementarnych w CERN pod Genewą. Przez wiele lat uczestniczył w poszukiwaniu bozonu Higgsa, który został odkryty w 2012 roku.
W listopadzie 2012 został wyróżniony naukowym odznaczeniem SciVall Best Connectivity Award, tytuł przyznany za najbardziej efektywną współpracę z innymi naukowcami na poziomie międzynarodowym przez Fundację Edukacyjna Perspektywy oraz wydawnictwo Elsevier.

## Odznaczenia
- Krzyż Kawalerski Orderu Odrodzenia Polski (2015) – za wybitne osiągnięcia w pracy naukowo-badawczej i dydaktycznej w dziedzinie fizyki i techniki jądrowej, za zasługi dla gospodarki narodowej[12].
- Krzyż Komandorski Orderu Palm Akademickich (V Republika Francuska) (2018)[13]
- Medal Stulecia Odzyskanej Niepodległości (2019)[9].